# Jim Spanarkel
James Gerard "Jim" Spanarkel, né le 28 juin 1957 à Jersey City, New Jersey, est un ancien joueur américain de basket-ball. Il évolue durant sa carrière aux postes d'arrière ou d'ailier.
Issu de l'équipe universitaire des Blue Devils de Duke, il est drafté en 1979 par les 76ers de Philadelphie en 16e position.
Il a évolué en NBA durant 5 saisons.